# Bromfield
Bromfield är en by och en civil parish i Cumbria i England. Orten har 530 invånare (2001). Den har en kyrka.